# Maria ter Zeekerk
Maria ter Zeekerk (ook wel Maria Sterre der Zee) is een driebeukige kerk gelegen aan de Nieuwe Zeeweg 73 in Noordwijk aan Zee in  de Nederlandse provincie Zuid-Holland. De kerk is gebouwd in 1950 naar ontwerp van Jan van der Laan. Het vroeg-christelijke kerkbouw is gebaseerd op traditionalistische vormen van de Bossche School. Opvallend is het oplopend fries met siermetselwerk in meandermotief en de vierkante vensteropeningen met brede latei en deelzuiltje.

## Geschiedenis
In 1928 waren er plannen om een kerk te bouwen. In 1939 werden deze plannen concreter door de oprichting van de stichting van een zgn. hulpkerk. Door de Tweede Wereldoorlog moesten de plannen enige tijd in de ijskast. In 1948 werd pastoor Bende als "bouwpastoor" aangesteld. De bouw verliep voorspoedig en in 1951 kon de nieuwe kerk worden ingewijd.
In de loop der jaren is de kerk verschillende keren verbouwd, zoals:
- 1964: nieuwe parochiezaal
- 1979: altaarpodium vergroot
- 1996: achterwand achter het altaar opgeknapt naar het ontwerp van de Noordwijkse kunstschilder Kees Putman
- 2011: vernieuwing gebouw en uitbreiding

Op 1 januari 2012 fuseerden parochiekernen St. Jeroen en St. Maria ter Zee (Noordwijk), St. Jozef en St. Victor (Noordwijkerhout), St. Pancratius (Sassenheim), St. Matthias (Warmond) en St. Bartholomeus (Voorhout) tot de Parochie Sint Maarten. 
In de zomer wordt de kerk ook gebruikt als expositieruimte.

## Zuilen

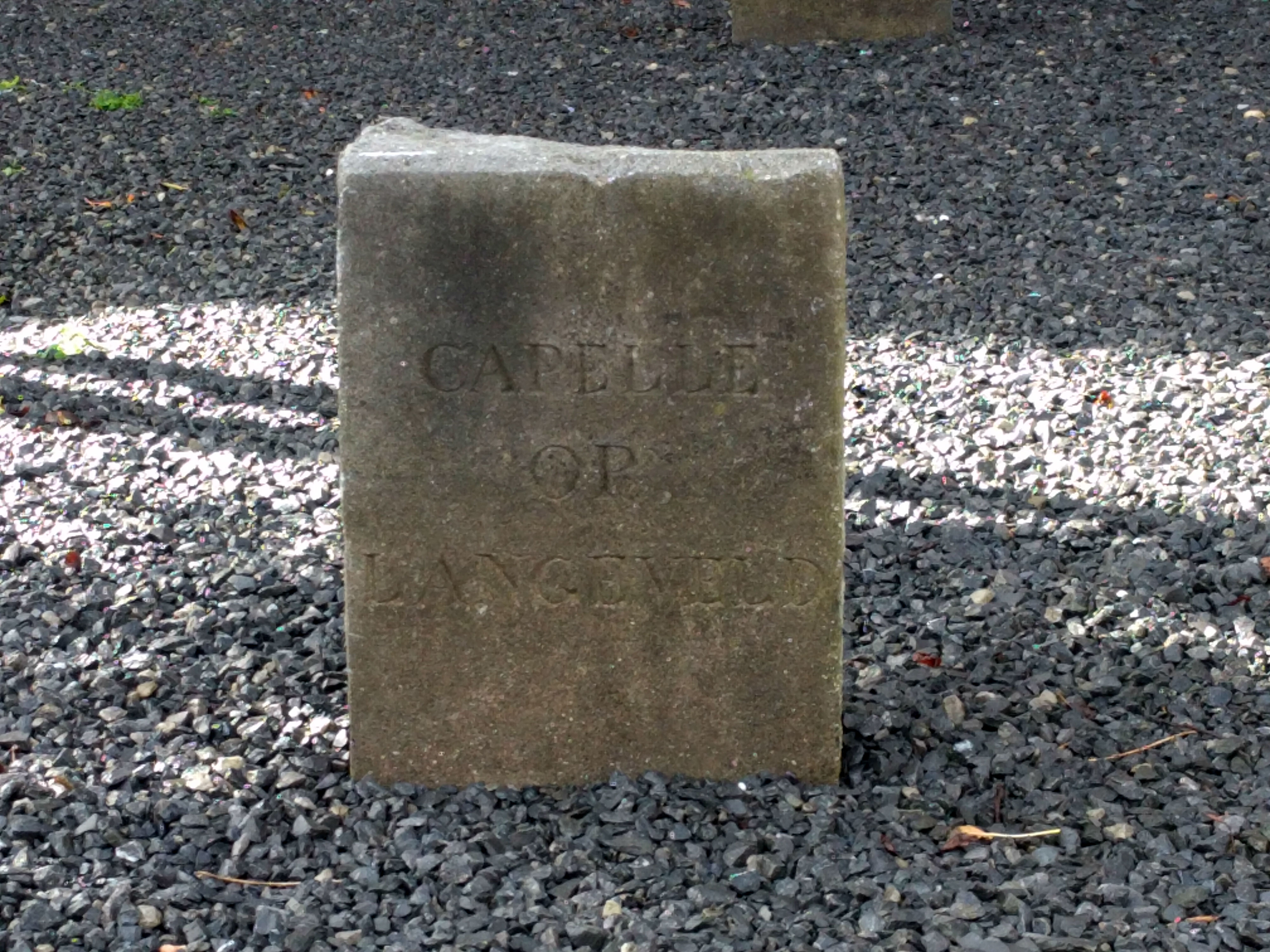
Een van de vier hardstenen zuilen

Naast de kerk bevinden zich vier hardstenen zuilen die zijn gemaakt in ca. 1840-1880. Deze zuilen zijn afkomstig van de kapel Maria Sterre der Zee en Deur des Hemels gebouwd aan het begin van de 14e eeuw in Langevelderslag. Omdat er te Langevelderslag plaats moest worden gemaakt voor een campingterrein, zijn de zuilen in 2005 verplaatst naar deze kerk. 